# 笑い死に

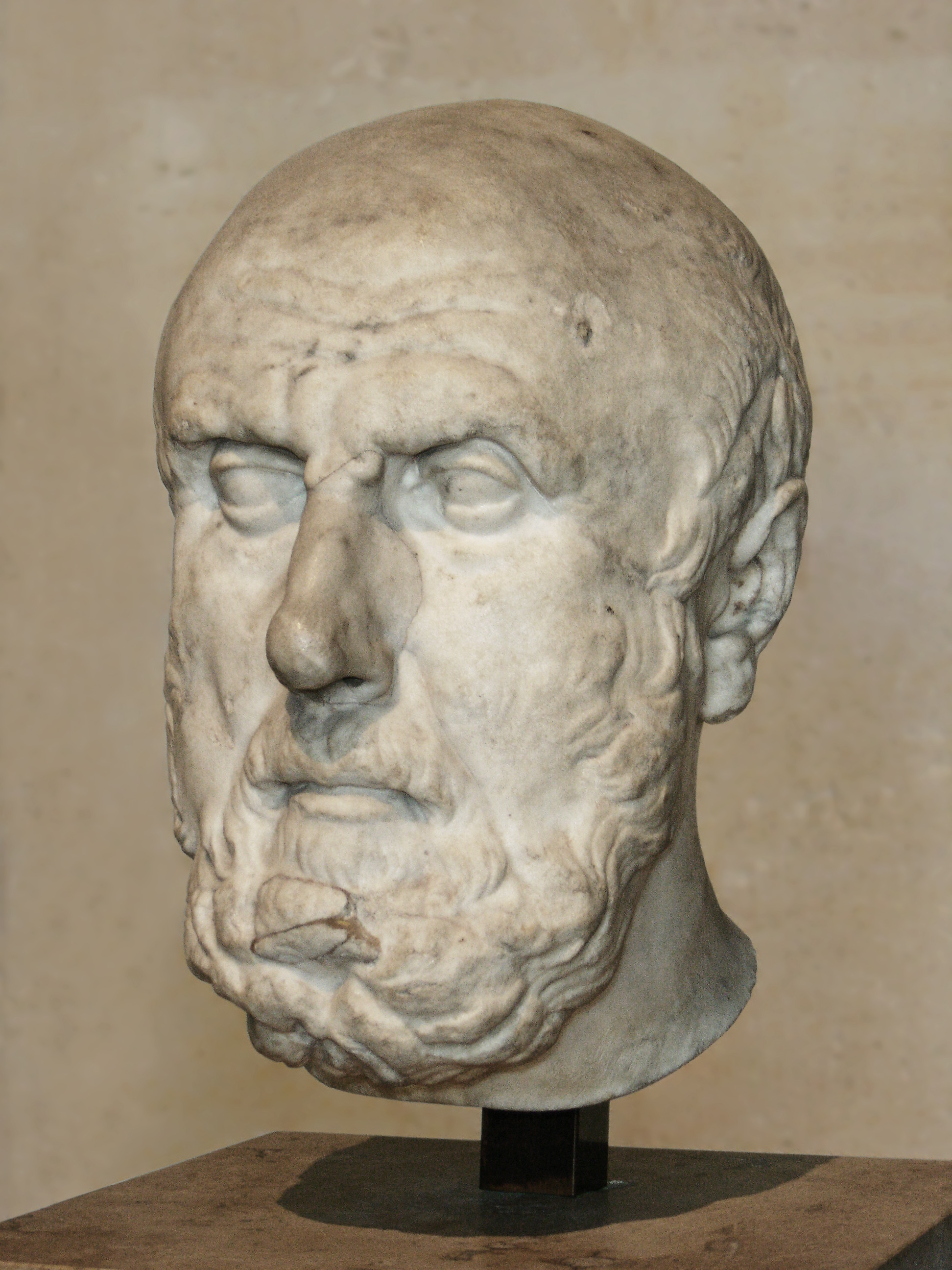
笑い死にしたとされるクリュシッポス

笑い死に（わらいじに、英語: Death from laughter）は、笑うことが原因となって死ぬこと。その事例は、古代ギリシア以来、記録に残されている。
また、笑いが止まらないほど面白いことを示す誇張としても用いられる。

## 病態生理
無害な笑いから逸脱した病理学的な笑いには、死をもたらしかねないものがある。
脳橋や延髄の梗塞は、病的な笑いを引き起こす場合がある。
笑いは、アトニー（無緊張症）や卒倒（「愉悦的な失神」）を引き起こすことがあり、それが転倒などによって外傷を招くこともある。笑いによる失神やベツォルト＝ヤーリッシュ反射も参照のこと。
笑い発作は、視床下部過誤腫によって引き起こされる。過誤腫の大きさによっては、情緒不安定の程度が実際の状態の指標となることもあるが、笑い発作自体は死に至るものではない。また、笑い発作は、小脳とも関係している。

## 前近代の事例
- 紀元前3世紀の古代ギリシアのストア派の哲学者クリュシッポスは、ロバが自分のイチジクを食べてしまったのを見て、「このロバにぶどう酒を与えてくれ。イチジクを飲み込んでしまえるようにな」と冗談を飛ばし、自らのジョークに笑いすぎて死んでしまったと伝えられている[8][9]。
- アラゴン王マルティン1世は、消化不良にコントロールできない笑いが重なって、1410年に死亡した。
- 1556年に没したイタリア・ルネサンス期の作家ピエトロ・アレティーノは、「笑い過ぎて窒息死した」と言われている[10]。
- ビルマ・タウングー王朝のナンダ・バイン（英語版）王は1599年に「訪れたイタリア人商人からヴェネツィア共和国は王のいない自由な国だと聞かされて、笑い死にした」[11]とされている（実際には、退位後の1600年に暗殺されている）。
- 1660年、スコットランドの貴族で、博学者であり、フランソワ・ラブレーの作品を最初に英訳した人物であるトマス・アーカートは、チャールズ2世が王位に就いたと聞いて、笑い死にしたと言われている[12][13]。

## 現代の事例
- 1975年3月24日、イングランド、ノーフォークのキングズ・リンに住んでいた50歳のレンガ積み職人 (Bricklayer) アレックス・ミッチェルは、テレビ番組『The Goodies』の「Kung Fu Kapers」のエピソードで、キルト姿のスコットランド人が、バグパイプを武器に、悪者のブラック・プディング（豚の血のソーセージ）と戦うところを見ていて、笑いながら死んでしまった。25分間にわたって笑い続けたミッチェルは、最後にはソファの上でぐったりとなり、心不全で死亡した。彼の未亡人は、後にこの番組に手紙を送り、ミッチェル氏の人生の最期の瞬間をこれほど楽しいものにしたことへの感謝を伝えた[14]。
- 1989年、デンマークの聴覚学者オレ・ベンツェンは、コメディ映画『ワンダとダイヤと優しい奴ら』を観て、笑いながら死んだ。心停止にいたる直前には、心拍数は1分間に250 - 500回に達したと推測されている[15]。
- 2003年、ダムノエン・サエン＝ウムという52歳のタイのアイスクリーム売りが、寝ている間に笑いながら死んでしまったと報じられた。妻は夫を起こそうとしたが果たせず、夫は寝たまま2分間笑い続けた末に、息を引き取ったという。この男性は、心不全か窒息によって死んだものと思われる[14]。